# Chrysler Europe
Chrysler Europe var den amerikanske bilvirksomhed Chryslers division i Europa fra 1967 til 1978. Chrysler Europe blev skabt ved sammenlægning af Chryslers europæiske selskaber: franske Simca, britiske Rootes og spanske Barreiros. Chrysler solgte i 1978 sine europæiske aktiviteter til franske Groupe PSA (Peugeot og Citroën).
PSA lod oprindeligt de tidligere Chrysler- og Simca-modeller markedsføre under det genoplivede mærke Talbot, men opgav Talbot-mærket for passagerbiler allerede i 1987.
Blandt de Chrysler Europe-aktiver, der stadig eksisterer, er den tidligere Simca-fabrik i Poissy, den tidligere Barreiros-fabrik i Madrid-forstaden Villaverde, der begge i dag fungerer som store samlefabrikker for Stellantis, og Rootes Groups forsknings- og udviklingskompleks i Coventry, der i dag er hovedkvarter for Jaguar Land Rover.

## Historie

### Etablering
Chrysler Corporation havde aldrig haft stor succes uden for Nordamerika i modsætning til Fords verdensomspændende organisation og General Motors' succes med sine mærker Opel, Vauxhall, Bedford og Holden. Chrysler etablerede først et ejerskab i den europæiske bilindustri, da de i 1958 af Ford købte 15% af aktierne i franske Simca.
I 1963 opkøbte Chrysler større andele i den europæiske bilindustri. Chrysler øgede deres ejerandel i Simca til kontrollerende 63% ved at købe yderligere aktier fra Fiat. Også i 1963 købte Chrysler det græske firma FARCO, som efter overtagelsen blev omdøbt til Chrysler Hellas, og Chrysler købte 35 % af spanske Barreiros.
Chrysler havde i 1962 afvist at købe en andel af britiske Leyland Motors, men i 1964 købte Chrysler en andel på 30 % i Rootes Group. Chrysler købte i 1967 aktiemajoriteten i Rootes Group efter at have opnået tilladelse fra den britiske regering. 
 Ved købet af de resterende aktier i Rootes blev grundlaget skabt for at lægge de europæiske aktiviteter sammen under én samlet organisation, og Chrysler Europe blev dannet. Det græske selskab blev lukket i 1967, og Chrysler Europes aktiviteter var primært centreret om franske Simca og Rootes med mærkene Humber, Commer, Hillman, Singer, Sunbeam og Talbot.
I 1969 overtog Chrysler Europe resten af Barreiros, og selskabet ændrede i 1970 navn til Chrysler España, S.A. Samme år skiftede Rootes Group navn til Chrysler UK, ligesom Simca blev omdøbt til Chrysler France; dog anvendte Chrysler fortsat Simca-mærket.

### Branding
Chrysler Europe lod hurtigt flere af Rootes-mærkerne udgå og fra 1970 blev alene benyttet mærkerne Sunbeam-Talbot og Hillman, og fra 1976 blev de britisk byggede biler alle solgt under Chrysler-mærket. Simca-mærket optrådte på franske modeller solgt i Frankrig, men med Chryslers femtakkede stjerne som logo. Udenfor Frankrig blev de solgt som Chrysler-Simca eller blot som Chrysler. Chrysler brugte Dodge-mærket på erhvervskøretøjer produceret af både Simca og Rootes.
Efter introduktionen af britiske Hillman Avenger i 1970 viste Chrysler beskeden interesse i det teknologisk forældede modelprogram under Rootes og koncentrerede sig i stedet om de mere moderne forhjulstrukne og kompakte modeller fra Simca.

### Fiasko og salg til Peugeot
Hvor Ford og General Motors havde haft stor succes med af skabe synergier ved at sammenlægge deres virksomheder i Storbritannien og på kontinentet, havde Chrysler store vanskeligheder ved at skabe sammenhæng i Chrysler Europe.
Rootes havde inden Chryslers overtagelse kæmpet med eftervirkningerne af den fejlslagne Imp og et forældet modelprogram. Introduktionen af Hillman Avenger i 1970 havde været rimelig succesfuld, men oliekrisen i 1973 blev et hårdt slag mod Chrysler i både USA og i Europa. Chrysler led enorme tab, og den britiske regering måtte indskyde 125 mio. pund for at undgå omfattende lukninger af fabrikker og fyringer på Chryslers fabrikker i Storbritannien. Chrysler UK solgte alene familiebilerne Hillman Avenger (fra 1970) og Hillman Hunter (fra 1966) og Imp’en der imidlertid solgte skuffende i konkurrencen med bl.a. Fiat 127 og Renault 5.
Chrysler Europe arbejdede i begyndelsen af 1970’erne med udvikling af to modeller, der skulle produceres på Chrysler Europes fabrikker i Storbritannien (solgt under Chrysler-mærket) og i Frankrig (solgt under Simca-mærket). Den første af de to biler, Chrysler Alpine (solgt i Kontinentaleuropa som Simca 1307/1308), blev introduceret i 1975 og blev fremstillet på fabrikken i Ryton (Simca 1307/1308 blev fremstillet i Frankrig). Den anden model var hatchbacken Chrysler Sunbeam, der kom i 1977. Chrysler Sunbeam var baseret på Hillman Avenger, og skulle afløse Imp’en, der var udgået i 1976. Udviklingen af modellen var delvist finansieret af den britiske regering for at opretholde produktionen i Linwood-fabrikken i Skotland. Salget af den nye Sunbeam var dog skuffende. Uklar branding og store forskelle i det britiske og det franske produktprogram gjorde det vanskeligt at opnå synergier mellem de britiske og franske aktiviteter. Simca realiserede beskedne overskud under Chryslers ejerskab, men de britiske aktiviteter skabte enorme tab for Chrysler i Europa.
Samtidig med problemerne i Europa var Chrysler også tæt på konkurs i USA. Chrysler i USA ansatte i 1978 en ny koncernchef, Lee Iacocca, der skulle bringe Chrysler på ret køl igen. En af Iacoccas første beslutninger var at sælge Chrysler Europe til franske PSA for 1 dollar mod at PSA overtog Chrysler Europes gæld. PSA overtog også Chrysler Europes europæiske modeller, som PSA solgte under det genoplivede mærke Talbot, som PSA havde overtaget med Chrysler Europe. PSA lukkede i 1981 produktionen i Skotland af Avenger og Sunbeam og opgav i 1987 Talbot-mærket.
PSA solgte Chryslers lastbildivision (lastbiler solgt under Dodge-mærket) til Renault Trucks.

## Chryslermodeller i Europa (udvalg af personbiler)
- Hillman Avenger (senere Chrysler Avenger og Talbot Avenger) blev produceret af Chrysler Europe fra 1970 til 1981.
- Chrysler 180 (1970)
- Chrysler Alpine / Talbot 150 / Simca 1307/1308 (1975)
- Chrysler Sunbeam (1977)
- Chrysler Horizon (1978), senere solgt som Talbot Horizon